# 伊斯特伍德 (路易斯安那州博西爾堂區)
伊斯特伍德（英語：Eastwood）是位於美國路易斯安那州博西爾堂區的一個普查規定居民點。

## 人口
根據2020年美國人口普查的數據，伊斯特伍德的面積為16.44平方千米，當中陸地面積為16.44平方千米，而水域面積為0.00平方千米。當地共有人口4390人，而人口密度為每平方千米267.03人。